# خوان خوزه لونگینی
خوان خوزه لونگینی (انگلیسی: Juan José Longhini؛ زادهٔ ۵ اوت ۱۹۸۴) بازیکن فوتبال اهل آرژانتین است.